# Goryczel żmijowcowy
Goryczel żmijowcowy, helmincja żmijowcowa (Helminthotheca echioides L.) – gatunek rośliny należący do rodziny astrowatych (w XX wieku włączany był zwykle do rodzaju Picris – stąd polska nazwa zwyczajowa). Gatunek występuje jako rodzimy w południowej Europie, północnej Afryce i południowo-zachodniej Azji. Rozprzestrzenił się jako gatunek zawleczony również w Ameryce Północnej i Południowej, w południowej i wschodniej Afryce, w Australii i Nowej Zelandii. W Polsce odnotowywany jest rzadko, głównie w zachodniej części kraju, ale uznany jest za już zadomowionego antropofita.
Liście są jadalne na surowo i gotowane, ale opisywane jako niezbyt smaczne, podobnie gorzkie jak liście mniszka. 

## Morfologia

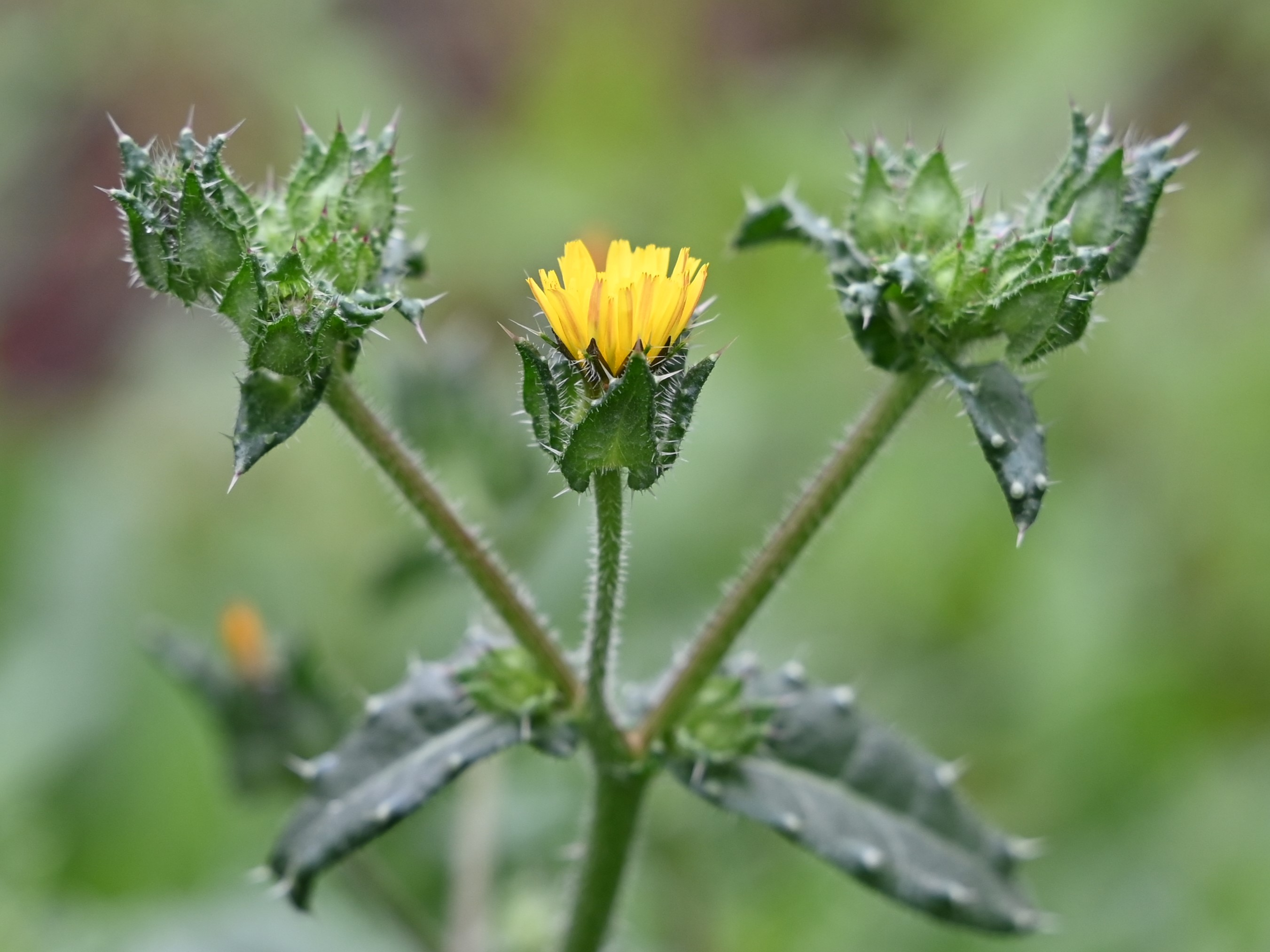
Kwiatostan

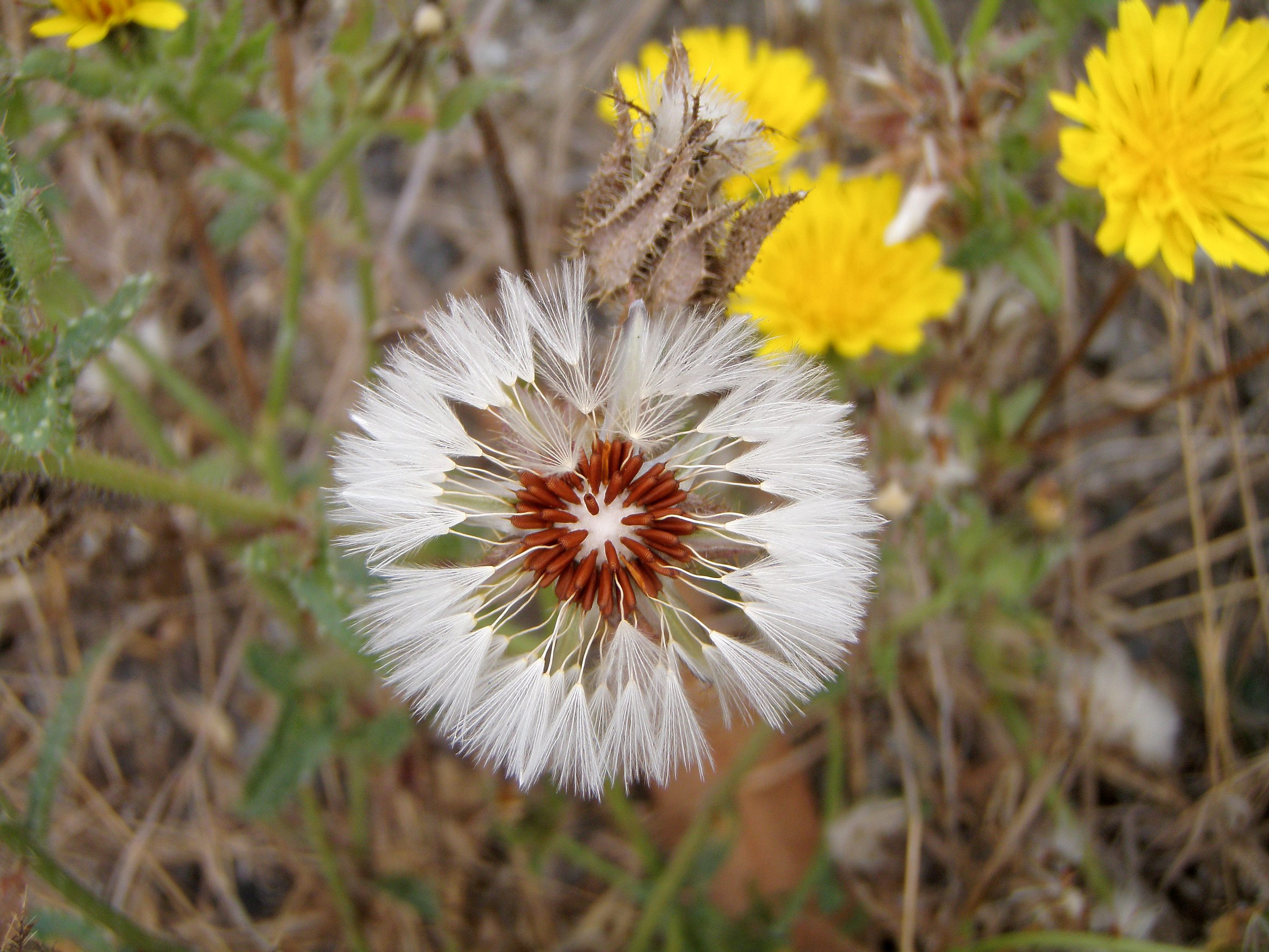
Owoce

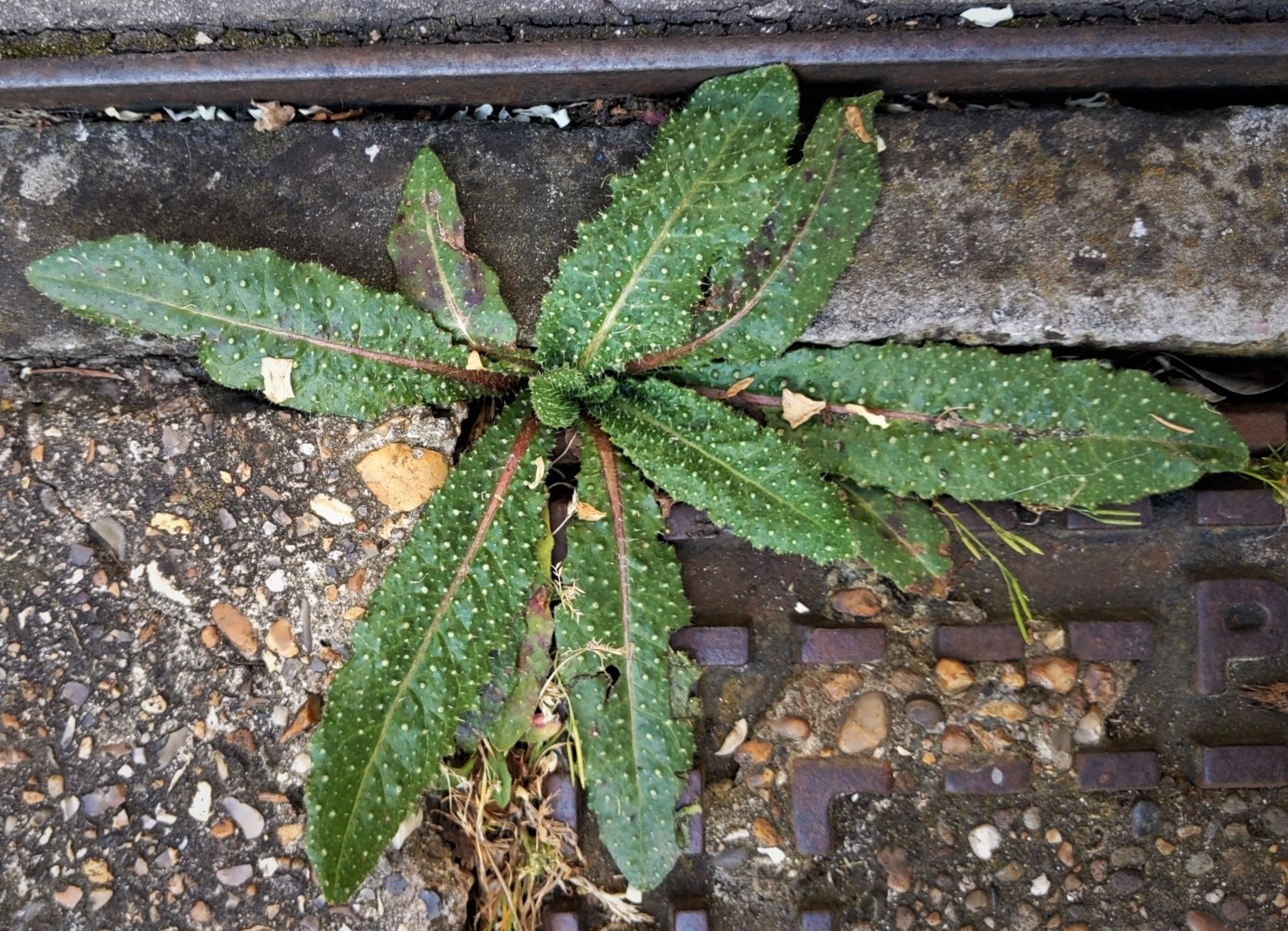
Liście odziomkowe

PokrójRoślina zielna o wysokości od 20 do 80 cm, zwykle gałęzista, pokryta szorstkimi włoskami, pojedynczymi i dwudzielnymi mającymi kształt podobny do kotwicy. Korzeń palowy, rozgałęziony.
LiścieUlistnienie skrętoległe. Liście podługowate, eliptyczne do odwrotnie jajowatych, odziomkowe oraz dolne są ogonkowe i szersze, liście łodygowe są węższe, siedzące i sercowatą nasadą obejmują łodygę. Osiągają od kilku do kilkunastu, rzadko do 25 cm długości oraz do 5 cm szerokości. Blaszki szorstko z obu stron owłosione (głównie włoskami kotwicowato rozwidlonymi na szczycie).
KwiatyZebrane w koszyczki tworzące baldachogroniaste kwiatostany złożone na szczycie pędu. Poszczególne koszyczki osadzone są na sztywno i szorstko owłosionych szypułach długości od jednego do kilku cm. Charakterystyczna jest okrywa, której 5 (zazwyczaj) zewnętrznych listków jest sercowato rozszerzonych, zakończonych kolcem i dużych na tyle, że okrywają zupełnie węższe listki okrywy. Listki okrywy pokryte są szorstkimi, sztywnymi włoskami i cieńszymi, krótszymi. Wszystkie kwiaty w koszyczku są języczkowe, złocistożółte, po zewnętrznej stronie zwykle czerwono nabiegłe.
OwoceNiełupki, przy czym różne w części zewnętrznej i wewnątrz koszyczka. Te zewnętrzne są wygięte, spłaszczone, poprzecznie pomarszczone, owłosione i zwieńczone dzióbkiem o długości podobnej do długości owocu. Wewnętrzne niełupki są symetrycznie beczułkowate, pomarszczone, ale bez owłosienia, zwieńczone długim, włosowatych dzióbkiem, dłuższym od owocu. Na szczycie dzióbków znajduje się pęk białych i pierzastych włosków puchu kielichowego, łatwo odłamujących się od owocu. Długość owocków wynosi 3–3,5 mm.

## Biologia i ekologia
Roślina jednoroczna. W Europie Środkowej kwitnie w lipcu i sierpniu, ale na innych szerokościach od maja do listopada lub nawet przez cały rok na obszarach o klimacie łagodnym i ciepłym. Kwiaty są zapylane przez owady, ale są też samopylne i może w nich dojść do powstania nasion bez zapłodnienia w wyniku apomiksji. Liczba chromosomów 2n = 10. 
Rośnie na polach, odłogach, przydrożach, przytorzach i innych siedliskach ruderalnych; na glebach suchych i mokrych, kwaśnych do zasadowych (przy czym preferuje gleby bogate w węglan wapnia); nie toleruje zacienienia.